# Konrad Hällstén
Konrad Gabriel Hällstén, född 18 augusti 1835 i Paldamo, död 10 maj 1913 i Helsingfors, var en finländsk fysiolog.
Hällstén blev student 1856, filosofie magister 1860, medicine och kirurgie doktor 1866, docent i fysiologi 1869 samt var professor i anatomi och fysiologi vid Helsingfors universitet 1874–82 och var därefter innehavare av Finlands första professur i fysiologi till 1899. År 1910 utnämndes han till hedersledamot av Finska Vetenskapsakademien.
Hällstén studerade bland annat hos Hermann von Helmholtz i Heidelberg 1869–70 och grundade ett fysiologiskt laboratorium i Helsingfors 1872. Hällstén var ursprungligen inriktad på histologi och publicerade senare arbeten bland annat över ögats fysiologi. Han motarbetade den unge Robert Tigerstedt, som därför överflyttade till Karolinska institutet i Stockholm, men slutligen kom att efterträda honom som professor i Helsingfors.